# Theope amicitiae
Espèce
Theope amicitiae est une espèce d'insectes lépidoptères appartenant à la famille  des Riodinidae et au genre Theope.

## Taxonomie
Theope amicitiae a été décrit par Jason Piers Wilton Hall, Jean-Yves Gallard et Christian Brévignon en 1998

## Description
Le mâle de Theope amicitiae est un papillon de couleur marron foncé à aire bleue de l'aile postérieure réduite au tiers anal. Le revers est de couleur blanc beige avec une ligne submarginale d'ocelles pupillés d'un petit point noir.
La femelle n'est pas connue.

## Biologie
Rien de connu.

## Écologie et distribution
Theope amicitiae n'est présent qu'en Guyane.

### Biotope
Il réside dans la forêt tropicale.

### Protection
Pas de statut de protection particulier.